# Condado de Moore (Carolina do Norte)
O Condado de Moore é um dos 100 condados do estado americano da Carolina do Norte. A sede do condado é Carthage, e sua maior cidade é Carthage. O condado possui uma área de 1 828 km² (dos quais 21 km² estão cobertos por água), uma população de 74 769 habitantes, e uma densidade populacional de 41 hab/km² (segundo o censo nacional de 2000). O condado foi fundado em 1784.